# 콜 제인
"콜 제인"(영어: Call Jane)은 2022년 개봉한 미국의 드라마 영화이다. 필리스 나지가 감독을 맡았으며, 2022 선댄스 영화제에서 전 세계 최초로 공개되었다. 제72회 베를린 영화제(2022년) 황금곰상 경쟁 후보작이다.

## 출연진

### 주연
- 엘리자베스 뱅크스 - 조이 역
- 시고니 위버 - 버지니아 역

### 조연
- 크리스 메시나 - 윌 역
- 케이트 마라 - 라나 역
- 운미 모사쿠 - 그웬 역
- 그레이스 에드워즈 - 샬롯 역
- 코리 마이클 스미스 - 딘 역
- 아이다 터투로 - 마이크 수녀 역
- 존 마가로 - 칠마크 형사 역
- 제프리 캔터